# Port lotniczy Scusciuban
Port lotniczy Scusciuban (kod IATA: CMS, kod ICAO: HCMS) – lotnisko obsługujące miasto Iskushubaan w Somalii (Puntland).